# Lewis D. Apsley

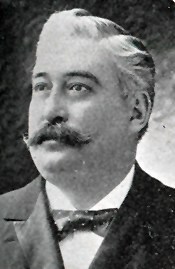
Lewis D. Apsley

Lewis Dewart Apsley (* 29. September 1852 in Northumberland, Northumberland County, Pennsylvania; † 11. April 1925 in Colón, Panama) war ein US-amerikanischer Politiker. Zwischen 1893 und 1897 vertrat er den Bundesstaat Massachusetts im US-Repräsentantenhaus.

## Werdegang
Im Jahr 1861 zog Lewis Apsley mit seinen Eltern nach Lock Haven, wo er sowohl öffentliche als auch private Schulen besuchte. Später zog er nach Philadelphia und begann dort seine berufliche Laufbahn im Handel mit Gummiwaren. Seit 1877 lebte er in Massachusetts, wo er ab dem Jahr 1885 in Hudson Gummibekleidung herstellte. In den folgenden Jahren wurde er Präsident einiger in dieser Branche tätigen Firmen. Außerdem leitete er den Handelsausschuss der Stadt Hudson und wurde einer der Direktoren der Hudson National Bank. Politisch schloss er sich der Republikanischen Partei an.
Bei den Kongresswahlen des Jahres 1892 wurde Apsley im vierten Wahlbezirk von Massachusetts in das US-Repräsentantenhaus in Washington, D.C. gewählt, wo er am 4. März 1893 die Nachfolge von Joseph H. O’Neil antrat. Nach einer Wiederwahl konnte er bis zum 3. März 1897 zwei Legislaturperioden im Kongress absolvieren. Seit 1895 war er Vorsitzender des Handwerksausschusses. Im Jahr 1896 verzichtete Apsley auf eine erneute Kongresskandidatur.
Nach dem Ende seiner Zeit im US-Repräsentantenhaus nahm er seine früheren Tätigkeiten in Hudson wieder auf. Er war zwei Mal stellvertretender Vorsitzender des Republican National Congressional Committee. Lewis Apsley starb am 11. April 1925 in Panama und wurde in Hudson beigesetzt.